# Hospes concentricalis
Hospes concentricalis là một loài bọ cánh cứng trong họ Cerambycidae.